# Donny van de Beek
Donny van de Beek, né le 18 avril 1997 à Nijkerkerveen aux Pays-Bas, est un footballeur international néerlandais. Il évolue au poste de milieu de terrain au Girona FC.

## Biographie

### Jeunesse
Van de Beek naît à Nijkerkerveen, en province de Gueldre, d'André et Gerdina van de Beek. Il joue dans son enfance pour le club de football du village, Veensche Boys, où son frère cadet Rody joue actuellement.

### Carrière en club

#### Ajax Amsterdam

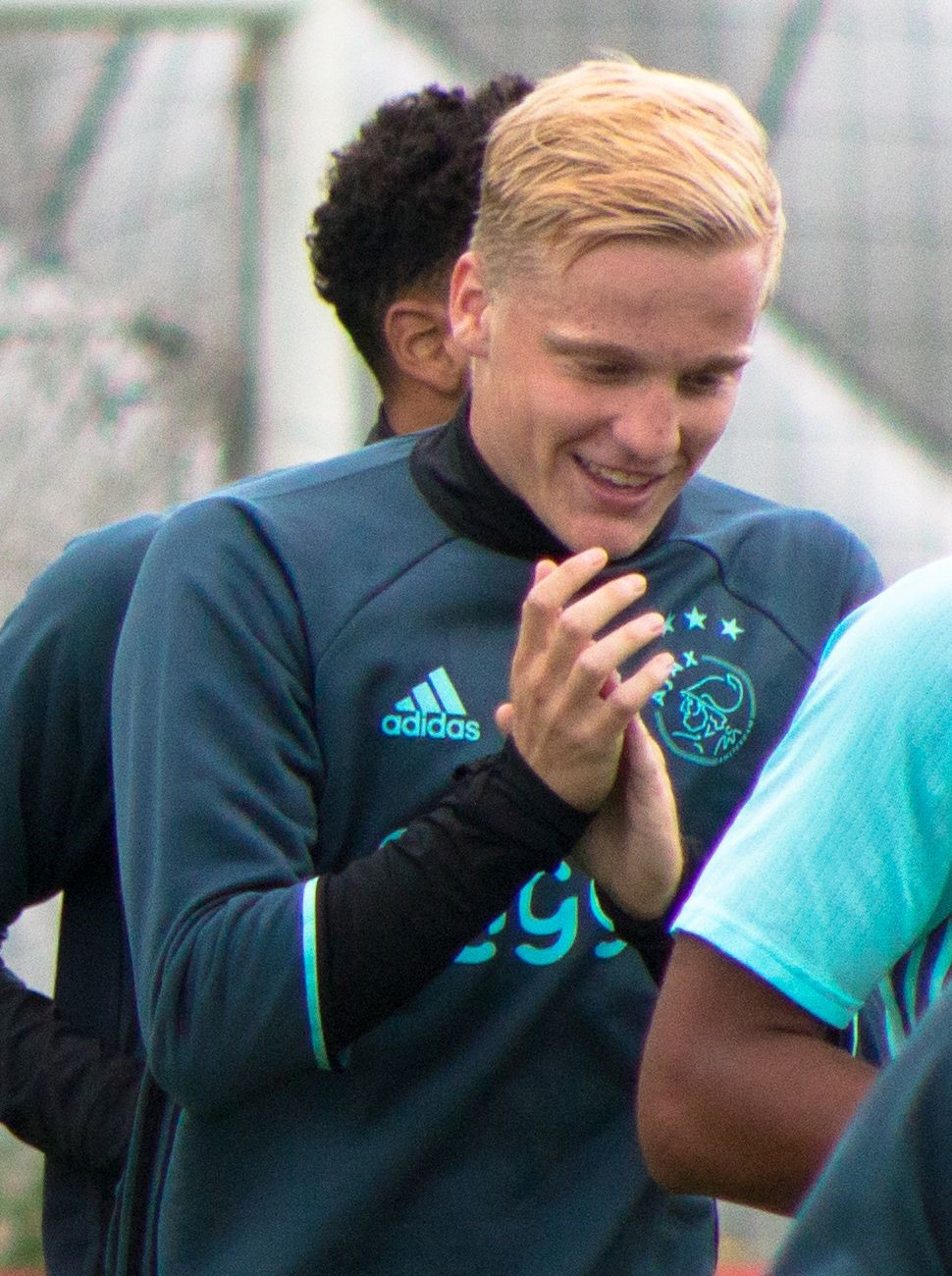
Donny van de Beek lors d'un entraînement avec l'Ajax Amsterdam, en 2016.

Donny van de Beek rejoint l'Ajax Amsterdam dès son plus jeune âge. Il inscrit son premier but professionnel  en Ligue Europa lors de la saison 2015-2016 contre le club norvégien de Molde.
En 2017, il atteint avec l'Ajax la finale de la Ligue Europa. Après avoir éliminé le FC Schalke 04 en quart de finale puis l'Olympique lyonnais en demi, l'Ajax s'incline finalement face à Manchester United.
Lors de la saison 2017-2018, il inscrit 13 buts en Eredivisie avec l'Ajax. Le 18 novembre 2017, lors de la 12e journée, il est l'auteur d'un triplé sur la pelouse du NAC Breda. L'Ajax s'impose sur le score fleuve de 0-8.
La saison suivante, il marque neuf buts en Eredivisie. Il inscrit un doublé le 11 novembre 2018, lors de la 12e journée, sur la pelouse de l'Excelsior Rotterdam. L'Ajax s'impose sur le très large score de 1-7.
En avril 2019, à l'occasion du match retour des quarts de finale de la Ligue des champions contre la Juventus, il inscrit le premier but à la 34e minute. Il déclare : « Cette minute ne peut pas être une coïncidence, je ne vais jamais oublier ce moment-ci », le chiffre 34 représentant le joueur Abdelhak Nouri, ami d'enfance du jeune ajacide en soins intensifs, souffrant de grave lésions cérébrales depuis un match amical ayant eu lieu en juillet 2017, dans lequel Van de Beek était également titulaire. Par la suite, lors de la demi-finale aller disputée face au club londonien de Tottenham Hotspur, il inscrit un nouveau but.

#### Manchester United
Le 2 septembre 2020, il s'engage pour cinq ans avec Manchester United. Il joue son premier match sous ses nouvelles couleurs le 19 septembre 2020, lors de la réception de Crystal Palace à Old Trafford en Premier League. Il entre en jeu à la place de Paul Pogba et s'illustre en inscrivant également son premier but mais son équipe s'incline (1-3).

#### Prêt à Everton puis à Francfort
En manque de temps de jeu à Manchester United, il est prêté jusqu'à la fin de saison 2021-2022 à Everton et a nouveau en manque de temps de jeu au sein de l'équipe d'Erik ten Hag, Van de Beek est prêté au mercato hivernal 2024 pour six mois en Allemagne avec l'Eintracht Francfort avec une option d'achat,.

#### Girona FC
Après quatre ans à Manchester United, le 11 juillet 2024, le joueur s'engage avec le Girona FC avec un contrat de quatre ans.

### Carrière en équipe nationale
Donny van de Beek se voit sélectionné dans quasiment toutes les catégories chez les jeunes, des moins de 17 ans jusqu'aux espoirs.
Avec les moins de 17 ans, il inscrit deux buts. Il marque son premier but le 2 mars 2014, lors d'une rencontre amicale face au Portugal. Les deux équipes se neutralisent (2-2). Son second but est inscrit le 25 mars 2014, contre l'équipe de France. Ce match gagné 1-3 rentre dans le cadre des éliminatoires du championnat d'Europe des moins de 17 ans 2014. Il participe ensuite quelques semaines plus tard à la phase finale du championnat d'Europe qui se déroule à Malte. Lors de cette compétition, il officie comme titulaire et joue cinq matchs. Les Néerlandais atteignent la finale du tournoi, avec quatre victoires en autant de matchs. En finale, les Néerlandais sont battus par les Anglais aux tirs au but.
Avec les moins de 19 ans, il inscrit quatre buts. Le 9 octobre 2014, il est l'auteur d'un doublé contre l'équipe d'Andorre, lors des éliminatoires du championnat d'Europe des moins de 19 ans 2015. Les Néerlandais s'imposent sur le score fleuve de sept buts à zéro. Par la suite, le 12 octobre 2015, il inscrit un but contre l'équipe de France, lors des éliminatoires du championnat d'Europe des moins de 19 ans 2016 (score : 1-1). Enfin, le 24 mars 2016, il inscrit un but contre l'équipe d'Ukraine, lors de ces mêmes éliminatoires (victoire 3-2).
Avec les espoirs, il est l'auteur d'un but contre l'équipe de Chypre le 11 octobre 2016. Ce match gagné 1-4 rentre dans le cadre des éliminatoires de l'Euro espoirs 2017. Il s'agit de son seul et unique but inscrit avec les espoirs.
Le 3 septembre 2017, il figure pour la première fois sur le banc des remplaçants de l'équipe nationale A, mais sans entrer en jeu, lors d'une rencontre face à la Bulgarie. Ce match gagné 3-1 rentre dans le cadre des éliminatoires de l'Euro 2020. Il reçoit finalement sa première sélection le 14 novembre 2017, lors d'un match amical contre la Roumanie. Donny van de Beek entre sur le terrain en fin de match, en remplacement de son coéquipier Steven Berghuis. Les Néerlandais s'imposent sur le score de 3-0. Par la suite, le 26 mars 2018, il est pour la première fois titularisé avec les Pays-Bas, lors d'une rencontre amicale face au Portugal. Donny van de Beek fait honneur à son nouveau statut de titulaire, en délivrant une passe décisive en faveur de son coéquipier Memphis Depay. Les Néerlandais s'imposent sur le score de 3-0.
Van de Beek dispute ensuite en juin 2019 la demi-finale de la Ligue des nations remportée face à l'Angleterre, puis la finale perdue face au Portugal.

## Style de jeu
Pouvant évoluer en tant que milieu central comme milieu offensif, il est un joueur complet doté d'une très bonne vision de jeu que ce soit sur la dernière passe ou devant le but, une bonne science du placement, une aisance avec ses deux pieds, ainsi qu'une grande capacité de projection avec le ballon. Il forme entre 2016 et 2019 un trio efficace avec Hakim Ziyech à sa droite et David Neres à sa gauche.

## Statistiques
| Saison                | Club                       | Championnat           | Championnat | Championnat | Championnat | Coupe(s) nationale(s) | Coupe(s) nationale(s) | Coupe(s) nationale(s) | Supercoupe | Supercoupe | Supercoupe | Compétition(s) continentale(s) | Compétition(s) continentale(s) | Compétition(s) continentale(s) | Compétition(s) continentale(s) | Total | Total | Total |
| Saison                | Club                       | Division              | M.          | B.          | P.d.        | M.                    | B.                    | P.d.                  | M.         | B.         | P.d.       | Comp.                          | M.                             | B.                             | P.d.                           | M.    | B.    | P.d.  |
| 2015-2016             | Ajax Amsterdam             | Eredivisie            | 8           | 0           | 0           | -                     | -                     | -                     | -          | -          | -          | C3                             | 2                              | 1                              | 0                              | 10    | 1     | 0     |
| 2016-2017             | Ajax Amsterdam             | Eredivisie            | 19          | 0           | 2           | 2                     | 0                     | 1                     | -          | -          | -          | C3                             | 11                             | 0                              | 1                              | 32    | 0     | 4     |
| 2017-2018             | Ajax Amsterdam             | Eredivisie            | 34          | 11          | 6           | 1                     | 0                     | 0                     | -          | -          | -          | C3                             | 4                              | 2                              | 0                              | 39    | 13    | 6     |
| 2018-2019             | Ajax Amsterdam             | Eredivisie            | 34          | 9           | 10          | 5                     | 4                     | 1                     | -          | -          | -          | C1                             | 18                             | 1                              | 2                              | 57    | 14    | 13    |
| 2019-2020             | Ajax Amsterdam             | Eredivisie            | 23          | 8           | 5           | 3                     | 0                     | 2                     | 1          | 0          | 1          | C1+C3                          | 8+2                            | 2+0                            | 1+1                            | 37    | 10    | 10    |
| Sous-total            | Sous-total                 | Sous-total            | 118         | 28          | 23          | 11                    | 4                     | 4                     | 1          | 0          | 1          | -                              | 45                             | 9                              | 5                              | 175   | 41    | 33    |
| 2020-2021             | Manchester United          | Premier League        | 19          | 1           | 1           | 8                     | 0                     | 1                     | -          | -          | -          | C1+C3                          | 6+3                            | 0                              | 0                              | 36    | 1     | 2     |
| 2021-2022             | Manchester United          | Premier League        | 8           | 1           | 0           | 2                     | 0                     | 0                     | -          | -          | -          | C1                             | 4                              | 0                              | 0                              | 14    | 1     | 0     |
| 2022-2023             | Manchester United          | Premier League        | 7           | 0           | 0           | 1                     | 0                     | 0                     | -          | -          | -          | C3                             | 2                              | 0                              | 0-                             | 10    | 0     | 0     |
| 2023-2024             | Manchester United          | Premier League        | 1           | 0           | 0           | 1                     | 0                     | 0                     | -          | -          | -          | C1                             | -                              | -                              | -                              | 2     | 0     | 0     |
| Sous-total            | Sous-total                 | Sous-total            | 35          | 2           | 1           | 12                    | 0                     | 1                     | -          | -          | -          | -                              | 15                             | 0                              | 0                              | 62    | 2     | 2     |
| 2021-2022             | Everton FC (prêt)          | Premier League        | 7           | 1           | 0           | -                     | -                     | -                     | -          | -          | -          | -                              | -                              | -                              | -                              | 7     | 1     | 0     |
| 2023-2024             | Eintracht Francfort (prêt) | Bundesliga            | 8           | 0           | 0           | -                     | -                     | -                     | -          | -          | -          | C4                             | -                              | -                              | -                              | 8     | 0     | 0     |
| 2024-2025             | Girona FC                  | Liga                  | 23          | 2           | 2           | 2                     | 0                     | 0                     | -          | -          | -          | C1                             | 7                              | 1                              | 0                              | 32    | 3     | 2     |
| Total sur la carrière | Total sur la carrière      | Total sur la carrière | 192         | 33          | 26          | 25                    | 4                     | 5                     | 1          | 0          | 1          | -                              | 67                             | 10                             | 51                             | 285   | 47    | 83    |

### En sélection
| Années                | Sélection             | Phases finales         | Phases finales | Phases finales | Phases finales | Éliminatoires | Éliminatoires | Éliminatoires | Éliminatoires | Amicaux | Amicaux | Amicaux | Autres compétitions | Autres compétitions | Autres compétitions | Autres compétitions | Total | Total | Total |
| Années                | Sélection             | Comp.                  | M.             | B.             | P.d.           | Comp.         | M.            | B.            | P.d.          | M.      | B.      | P.d.    | Comp.               | M.                  | B.                  | P.d.                | M.    | B.    | P.d.  |
| --------------------- | --------------------- | ---------------------- | -------------- | -------------- | -------------- | ------------- | ------------- | ------------- | ------------- | ------- | ------- | ------- | ------------------- | ------------------- | ------------------- | ------------------- | ----- | ----- | ----- |
| 2017                  | Pays-Bas              | -                      | -              | -              | -              | CdM 2018      | 0             | 0             | 0             | 1       | 0       | 0       | -                   | -                   | -                   | -                   | 1     | 0     | 0     |
| 2018                  | Pays-Bas              | Coupe du monde 2018    | -              | -              | -              | -             | -             | -             | -             | 4       | 0       | 1       | LdN                 | 0                   | 0                   | 0                   | 4     | 0     | 1     |
| 2019                  | Pays-Bas              | Ligue des nations 2019 | 2              | 0              | 0              | Euro 2020     | 3             | 0             | 0             | -       | -       | -       | -                   | -                   | -                   | -                   | 5     | 0     | 0     |
| 2020                  | Pays-Bas              | -                      | -              | -              | -              | -             | -             | -             | -             | 2       | 1       | 0       | LdN                 | 5                   | 1                   | 0                   | 7     | 2     | 0     |
| 2021                  | Pays-Bas              | Euro 2020              | -              | -              | -              | CdM 2022      | 2             | 1             | 0             | 0       | 0       | 0       | -                   | -                   | -                   | -                   | 2     | 1     | 0     |
| Total sur la carrière | Total sur la carrière | Total sur la carrière  | 2              | 0              | 0              | -             | 5             | 1             | 0             | 7       | 1       | 1       | -                   | 5                   | 1                   | 0                   | 19    | 3     | 1     |

## Palmarès

### En club
| Ajax Amsterdam (3) | Manchester United (1) |
| --- | --- |
| - Championnat des Pays-Bas (1) : - Champion en 2019 - Vice-champion en 2016, 2017 et 2018 - Coupe des Pays-Bas (1) : - Vainqueur en 2019 - Supercoupe des Pays-Bas (1) : - Vainqueur en 2019 - Ligue Europa (0) : - Finaliste en 2017 | - Premier League (0) : - Vice-champion en 2021 - Coupe de la Ligue (1) : - Vainqueur en 2023 - Ligue Europa (0) : - Finaliste en 2021 |

### En sélection
| Pays-Bas -17 ans (1)                                     | Pays-Bas (0)                                  |
| -------------------------------------------------------- | --------------------------------------------- |
| - Championnat d'Europe -17 ans (1) : - Vainqueur en 2014 | - Ligue des Nations (0) : - Finaliste en 2019 |